# ۲۰۲۹ (میلادی)
۲۰۲۹ (میلادی) ۲۰۲۹مین سال تقویم میلادی، ۲۰۲۹مین سال از دوران مشترک و نام‌گذاری سال‌های پس از میلاد، بیست و نهمین سال از هزاره سوم میلادی، بیست و نهمین سال از سده ۲۱ میلادی و دهمین و آخرین سال از دهه ۲۰۲۰ میلادی است.2029

## ‌رویدادهای پیش‌بینی‌شده و برنامه‌ریزی‌شده
- ۱ ژانویه – کتاب‌ها، فیلم‌ها و سایر آثار منتشرشده در سال ۱۹۳۳ به مالکیت عمومی در خواهند آمد.

- ۱۴ ژانویه – پیش‌بینی شده‌است که یک خورشیدگرفتگی رخ خواهد داد.

- ۱۳ آوریل – سیارک ۹۹۹۴۲ آپوفیس از فاصلهٔ ۱۹٬۴۰۰ مایلی زمین عبور خواهد کرد.[۱]

- ۳۱ دسامبر – دهه ۲۰۲۰ میلادی پایان خواهد یافت.

### تاریخ نامشخص
- برنامه‌ریزی شده‌است که ساخت تلسکوپ بزرگ ماژلان، که در حال حاضر در دست احداث است، پایان یابد.
- ماه‌پیمای عظیم تویوتا که حامل فضانوردان خواهد بود، از جاکسا به‌سمت ماه پرتاب خواهد شد.
- خروج فضاپیمای نیو هورایزنز متعلق به ناسا از منظومهٔ شمسی در این سال رخ خواهد داد.

‎